# RNK Split
Maillots
Le RNK Split (Radnički Nogometni Klub Split) est un club croate de football basé à Split. Le RNK Split est le rival du Hajduk Split. 
Il participe aux tours préliminaires de la Ligue Europa en 2011, s'inclinant lors du 3e tour face à Fulham, 2-0 en Angleterre et 0-0 en Croatie.

## Historique
- 1912 : fondation du club sous le nom de HAŠK Anarch
- 1953 : le club est renommé RSD Split
- 1992 : le club est renommé RNK Split

## Bilan sportif

### Palmarès
- Coupe de Croatie :
  - Finaliste (1) : 2015.

- Championnat de Croatie de deuxième division :
  - Champion (1) : 2010.

- Championnat de Croatie de troisième division :
  - Champion (1) : 2009.

- Championnat de Croatie de quatrième division :
  - Champion (1) : 2008.

### Bilan européen
Note : dans les résultats ci-dessous, le score du club est toujours donné en premier
| Saison    | Compétition  | Tour             | Club                 | Domicile | Extérieur | Total |
| --------- | ------------ | ---------------- | -------------------- | -------- | --------- | ----- |
| 2011-2012 | Ligue Europa | Deuxième tour Q  | NK Domžale           | 3 - 1    | 2 - 1     | 5 - 2 |
| 2011-2012 | Ligue Europa | Troisième tour Q | Fulham FC            | 0 - 0    | 0 - 2     | 0 - 2 |
| 2014-2015 | Ligue Europa | Premier tour Q   | Mika Ashtarak        | 2 - 0    | 1 - 1     | 3 - 0 |
| 2014-2015 | Ligue Europa | Deuxième tour Q  | Hapoël Beer-Sheva    | 2 - 1    | 0 - 0     | 2 - 1 |
| 2014-2015 | Ligue Europa | Troisième tour Q | Tchornomorets Odessa | 2 - 0    | 0 - 0     | 2 - 0 |
| 2014-2015 | Ligue Europa | Barrages Q       | Torino FC            | 0 - 0    | 0 - 1     | 0 - 1 |

Légende
- Victoire ou qualification pour le tour suivant
- Match nul
- Défaite ou élimination de la compétition

## Joueurs
- Tonči Gabrić
- Ivica Vastić
- Nenad Pralija
- Tomislav Ivić